# John Boland (homme politique)
Pour les articles homonymes, voir John Boland et Boland (homonymie).
John James Boland (30 novembre 1944 - 14 août 2000) est un homme politique irlandais du Fine Gael qui est ministre de la Santé de janvier 1987 à mars 1987, ministre de l'Environnement de 1986 à 1987, ministre de la Fonction publique de 1982 à 1986 et Ministre de l'Éducation de 1981 à 1982. Il est Teachta Dála (TD) de 1977 à 1989. Il est également sénateur du Panel du travail de 1969 à 1977.

## Biographie
Boland est né à Dublin en 1944 à Terenure, l'aîné des deux fils et d'une fille de Charles Boland et de son épouse Kathleen Boland (née Whitty), tous deux fonctionnaires. Il fait ses études à l'école Synge Street CBS et à l'University College Dublin, où il obtient un baccalauréat en commerce. Pendant ses études à l'UCD, il est rédacteur en chef de la publication étudiante Awake.
Boland exerce ses premières fonctions politiques en 1967, lorsqu'il est élu au conseil du comté de Dublin à l'âge de 23 ans. Il siège à cette autorité jusqu'en 1981. En 1971, à 26 ans, il devient le plus jeune président du conseil. Lorsqu'il est conseiller, il est associé à plusieurs décisions d'urbanisme controversées. En 1974, il épouse Catherine Kennedy ; ils ont un fils et une fille.
Boland se présente pour la première fois au Dáil Éireann aux élections générales de 1969, mais sans succès. Il est élu au Seanad Éireann au sein du Panel du travail, devenant ainsi le plus jeune sénateur de l'époque. Il est réélu au Seanad en 1973.
Boland est élu au Dáil lors de sa troisième tentative aux élections générales de 1977 en tant que député Fine Gael pour la circonscription nord du comté de Dublin. FitzGerald le nomme porte-parole pour la santé. Il est ensuite porte-parole pour l'environnement. Il conserve son siège à chaque élection, jusqu'aux élections générales de 1989.
En 1981, le Fine Gael forme un gouvernement avec le Parti travailliste, Boland devenant ministre de l'Éducation. En tant que ministre de l'Éducation, il abolit les châtiments corporels dans les écoles.
Lors de l'élection partielle critique de Dublin-Ouest en 1982, FitzGerald nomme Boland directeur des élections. L'élection partielle a été déclenchée par la nomination du député du Fine Gael en exercice Richard Burke au poste de commissaire européen dans une tentative du gouvernement minoritaire du Fianna Fáil de bouleverser l'équilibre politique du dáil alors existant. Boland, connu comme tacticien, mène une campagne méticuleusement planifiée, amenant une victoire surprise pour le Fine Gael.
Il occupe ensuite divers portefeuilles dans le deuxième gouvernement du Taoiseach Garret FitzGerald.
En tant que ministre de la Fonction publique, Boland, fils de deux fonctionnaires, comprend l'importance de disposer d'une fonction publique solide et pleinement opérationnelle, à laquelle le public pouvait facilement accéder. Malgré une forte opposition, à la fois secrète et ouverte, de la part de ses fonctionnaires, il entreprend de réformer le régime profondément conservateur qui existe à l'époque. Il ouvre le système afin que la promotion ne se fasse pas uniquement sur la base de l'ancienneté mais que le mérite et les étrangers puissent postuler. À l’époque, les fonctionnaires ne sont pas obligés de donner leur nom lorsqu’ils traitent avec le public et, le plus souvent, refusent de le faire. Boland modifie cette situation afin que les fonctionnaires ne puissent plus refuser de fournir leur nom, garantissant ainsi la transparence et la responsabilité.
En tant que ministre de la Fonction publique, il nomme le premier médiateur irlandais, Michael Mills.
En adoptant la loi sur la planification familiale de 1985, le gouvernement travailliste du Fine Gael de l'époque défie l'Église catholique en autorisant la vente de contraceptifs non médicaux. Lors de la présentation du projet de loi, Boland déclare "que l'État est obligé de légiférer pour tous les citoyens et que les hommes politiques ne devraient pas céder aux pressions exercées sur eux par des personnalités ecclésiastiques opposées à la législation". La loi est adoptée par 83 voix contre 80.
Boland sert également sous FitzGerald en tant que ministre de l'Environnement. Boland est passionné par la rénovation urbaine et veille à ce que les communautés disposent d'espaces verts dont elles pouvaient profiter. Pendant son mandat au Conseil du comté de Dublin et en tant que député et, plus tard, en tant que ministre de l'Environnement, il organise l'acquisition, au nom de l'État, du château de Malahide, d'Ardgillan Demense, de Newbridge House and Farm. Skerries Mills et Red Île, Skerries. Il établit également la première stratégie des parcs nationaux.
En tant que ministre de l'Environnement, Boland introduit un nouveau format pour les plaques d'immatriculation irlandaises. Le nouveau format indique l'année et le comté d'origine, ainsi que le numéro séquentiel de la voiture.
Après avoir quitté la politique, il obtient son diplôme d'avocat en 1991 et exerce sur les circuits de Dublin et de l'Est. Il écrit également une chronique politique pour le Sunday Business Post. Après une longue maladie due à un cancer, il est décédé le 14 août 2000.